# عبد الرحمن بن عبد الله أبا الخيل
عبد الرحمن بن عبد الله المنصور أبا الخيل وزير العمل والشؤون الاجتماعية سابقاً ووزير النقل بالإنابة (بضعة شهور)، كما تولى منصب سفير المملكة العربية السعودية في مصر.
وزير ودبلوماسي سعودي، باشر التعليم في صغره، مستفيداً من دراسته المبكرة في مسقط رأسه عنيزة بالقصيم، ومن تحصيله العلمي في مدرسة النجاة الشهيرة في الزبير، ثم التحق بالبعثات التعليمية السعودية المبكرة إلى مصر ونال البكالوريوس من كلية الآداب بجامعة القاهرة (1952م).
وعلى إثر ذلك، تنقّل في وظائف دبلوماسية عدّة في القاهرة وبيروت حتى عام 1958م، ثم عاد إلى المملكة وعُيّن مديراً عاماً لوزارة المالية والاقتصاد الوطني لمدة عامين، عاد في إثرها إلى وزارة الخارجية، ثم نُدب للعمل عضو مجلس إدارة منتدب في شركة الاسمنت بجدة.
وفي عام 1961م، اختير وزيراً للعمل والشؤون الاجتماعية في الوزارة التي شكّلها الأمير فيصل في أواخر عهد الملك سعود، واستمر لمدة قاربت الخمسة عشر عاماً، انتهت بنهاية عهد الملك فيصل (1975م).
ثم عاد في العام التالي إلى وزارة الخارجية سفيراً في مصر لمدّة أربع سنوات، انتهت مع توتر العلاقات العربية المصرية في إثر توقيع معاهدة كامب ديفيد (1978م).
ثم صار مديراً عاماً لمؤسسة المدينة الصحفية لمدّة ثلاث سنوات، واختير في عام 1993م عضواً في مجلس الشورى في دورته الأولى بعد تحديثه.
وكان من أبرز ما تميّز به عهده في وزارة العمل والشؤون الاجتماعية تبنّيه لعدد من الأنظمة ذات الأثر المباشر في حياة المواطنين، ومنها على سبيل المثال تطوير نظام العمل والعمال ونظام الضمان الاجتماعي وإحداث العديد من مؤسسات الرعاية والتنمية الاجتماعية..

## نسبه
يرجع نسبه إلى اسرة أبا الخيل من آل نجيد من المصاليخ من المنابهة من بني وهب من قبيلة عنزة

## المؤهلات العلمية
- بكالوريوس من كلية الآداب بجامعة القاهرة 1952م

## مناصبه
- وزير العمل والشّؤون الاجتماعيّة سابقاً.
- سفير في مصر.
- وزير النقل لعدة شهور.

## وفاته
توفي يوم الأربعاء 13 يناير 2021